# Coupe des clubs champions africains 1995
Navigation
Édition précédente Édition suivante
La Coupe des clubs champions africains 1995 est la 31e édition de la Coupe des clubs champions africains. Le club vainqueur de la compétition est désigné champion d'Afrique des clubs 1995.

## Tour préliminaire
| Équipe 1             | Résultat       | Équipe 2           | Aller | Retour |
| -------------------- | -------------- | ------------------ | ----- | ------ |
| Eleven Men in Flight | 4 - 4 4 - 2tab | Lobatse CS Gunners | 2 - 2 | 2 - 2  |

## Premier tour
| Équipe 1                    | Résultat       | Équipe 2                   | Aller | Retour |
| --------------------------- | -------------- | -------------------------- | ----- | ------ |
| Eleven Men in Flight        | 0 - 5          | Orlando Pirates FC         | 0 - 3 | 0 - 2  |
| Fire Brigade SC             | 3 - 1          | CD Costa do Sol            | 3 - 0 | 0 - 1  |
| Dynamos FC                  | 2 - 0          | Al Hilal                   | 1 - 0 | 1 - 0  |
| Fantastique                 | 0 - 2          | Ismaily SC                 | 0 - 1 | 0 - 1  |
| Lesotho Defence Force FC    | 2 - 6          | JS Saint-Pierroise         | 2 - 2 | 0 - 4  |
| Force Nationale de Securité | 0 - 9          | Express FC                 | 0 - 2 | 0 - 7  |
| Étoile du Congo             | 3 - 3E         | Aigle Nkongsamba           | 3 - 2 | 0 - 1  |
| EF Ouagadougou              | 2 - 5          | ES Tunis                   | 1 - 1 | 1 - 4  |
| AC Semassi                  | 0 - 2          | BCC Lions                  | 0 - 1 | 0 - 1  |
| Real de Banjul FC           | 1 - 0          | CD Travadores              | 1 - 0 | 0 - 0  |
| Mbilinga FC                 | 6 - 4          | AS Vita Club               | 4 - 0 | 2 - 4  |
| Petro Atlético              | 2 - 5          | ASEC Mimosas               | 1 - 2 | 1 - 3  |
| Power Dynamos FC            | 2 - 2 3 - 4tab | Simba SC                   | 1 - 1 | 1 - 1  |
| NPA Anchors                 | 1 - 8          | Obuasi Goldfields          | 0 - 0 | 1 - 8  |
| Stade malien                | 2 - 1          | Horoya AC                  | 1 - 0 | 1 - 1  |
| US Chaouia                  | -              | Dragons de l'Ouémé forfait | -     | -      |

## Deuxième tour
| Équipe 1          | Résultat | Équipe 2           | Aller | Retour |
| ----------------- | -------- | ------------------ | ----- | ------ |
| Real de Banjul FC | 0 - 6    | Mbilinga FC        | 0 - 2 | 0 - 4* |
| BCC Lions         | 1 - 2    | Orlando Pirates FC | 1 - 1 | 0 - 1  |
| ASEC Mimosas      | 4 - 2    | Simba SC           | 2 - 1 | 2 - 1  |
| Obuasi Goldfields | 1 - 0    | Stade malien       | 1 - 0 | 0 - 0  |
| ES Tunis          | 4 - 0    | Fire Brigade SC    | 2 - 0 | 2 - 0  |
| Ismaily SC        | 8 - 1    | JS Saint-Pierroise | 5 - 0 | 3 - 1  |
| Dynamos FC        | 4 - 3    | US Chaouia         | 1 - 1 | 3 - 2  |
| Express FC        | 3 - 1    | Aigle Nkongsamba   | 3 - 0 | 0 - 1  |

- Mbilinga FC menait 4-0 à la 71e minute quand le match fut arrêté par l'arbitre à la suite de protestation virulente du Real Banjul

## Quarts de finale
| Équipe 1          | Résultat | Équipe 2           | Aller | Retour |
| ----------------- | -------- | ------------------ | ----- | ------ |
| Obuasi Goldfields | 0 - 2    | ASEC Mimosas       | 0 - 2 | 0 - 0  |
| Mbilinga FC       | 2 - 4    | Orlando Pirates FC | 2 - 1 | 0 - 3  |
| Express FC        | E2 - 2   | Dynamos FC         | 0 - 1 | 2 - 1  |
| ES Tunis          | 0 - 1    | Ismaily SC         | 0 - 1 | 0 - 0  |

## Demi-finales
| Équipe 1           | Résultat | Équipe 2     | Aller | Retour |
| ------------------ | -------- | ------------ | ----- | ------ |
| Ismaily SC         | 2 - 5    | ASEC Mimosas | 1 - 0 | 1 - 5  |
| Orlando Pirates FC | 2 - 1    | Express FC   | 1 - 0 | 1 - 1  |

## Finale
| Aller           | Orlando Pirates FC | 2 - 2 | ASEC Mimosas | FNB Stadium, Johannesbourg |
| 2 décembre 1995 |                    |       |              |                            |

| Retour           | ASEC Mimosas | 0 - 1 | Orlando Pirates FC | Stade Félix-Houphouët-Boigny, Abidjan |  |
| 16 décembre 1995 |              |       | Sikhosana          |                                       |  |

## Vainqueur
| Coupe des clubs champions africains Vainqueur 1995 |
| -------------------------------------------------- |
| Orlando Pirates FC Premier titre                   |